# Мост Юйцзуй
Мост Юйцзуй (кит. 鱼嘴大桥) — висячий мост через реку Янцзы, расположенный на территории города центрального подчинения Чунцин; 20-й по длине основного пролёта висячий мост в Китае. Является частью скоростной автодороги G5001 Кольцевая дорога Чунцина.

## Характеристика
Длина — 1 348 м, длина основного пролёта 616 м. Мост находится юго-восточнее посёлка Юйцзуйчжэнь и соединяет районы города Чунцин Цзянбэй (на северном берегу реки Янцзы) и Наньань (на южном берегу).